# Burmattus pococki
Burmattus pococki là một loài nhện trong họ Salticidae.
Loài này thuộc chi Burmattus. Burmattus pococki được Tord Tamerlan Teodor Thorell miêu tả năm 1895.

## Hình ảnh

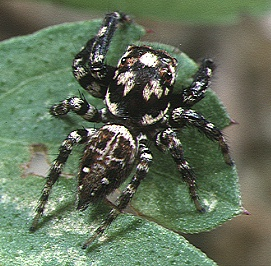